# Migdal
Migdal (hebräisch מִגְדָּל ‚Turm‘; im Neuen Testament auf griechisch Μαγδαλά nach der Namensform auf reichsaramäisch מגדלא Magdalā, bei Flavius Josephus unter dem Namen Tarichea, arabisch قرية المجدل, DMG Qaryat al-Maǧdal) ist ein Dorf am Westufer des See Genezareth, rund sechs Kilometer nördlich von Tiberias in Israel.

## Geschichte

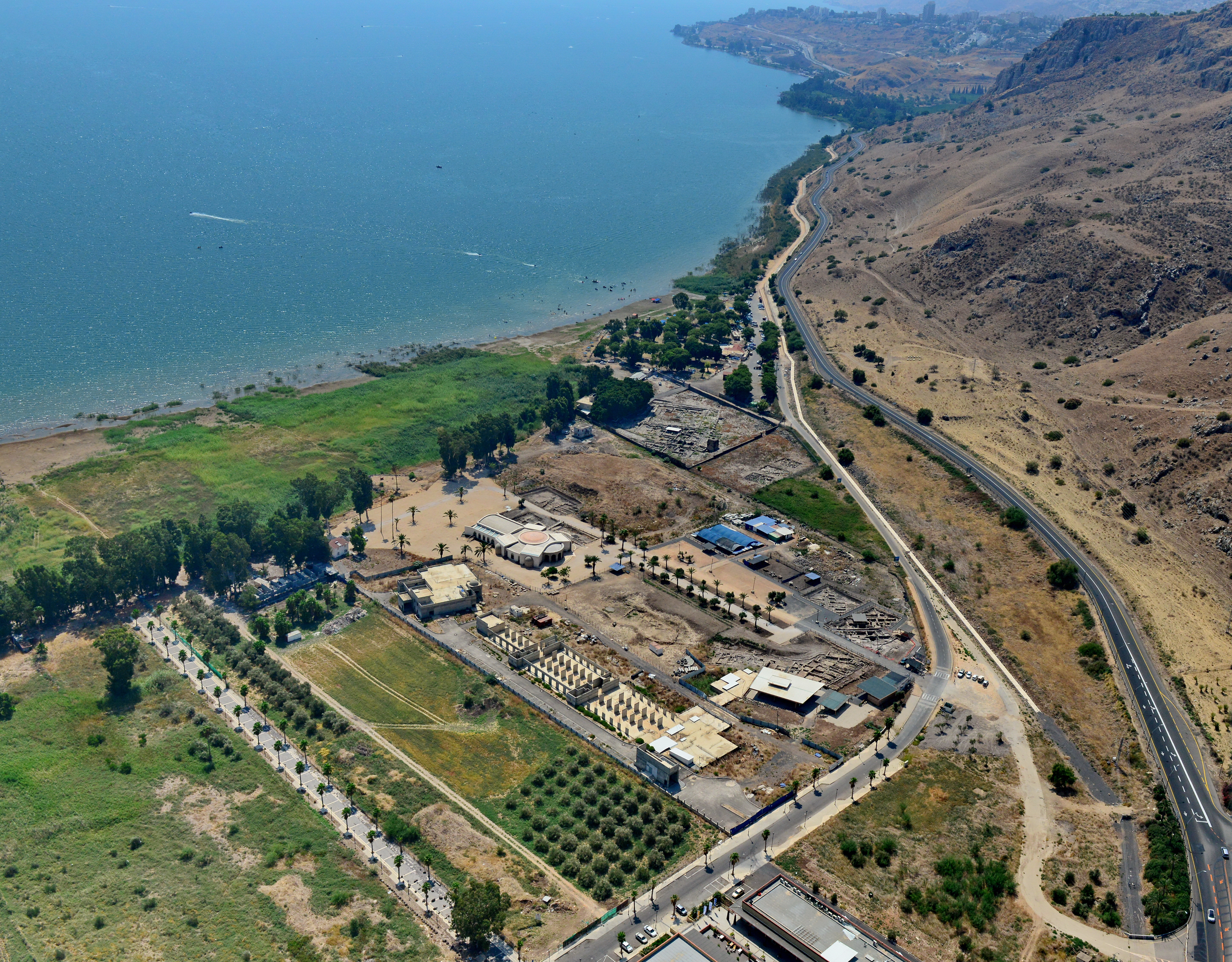
Archäologischer Park Magdala – Luftbild

In der Antike war Magdala eine größere Stadt. Das hellenistisch geprägte Tarichea war wahrscheinlich spätestens seit dem 1. Jahrhundert v. Chr. einer der größten Orte Galiläas mit, nach Flavius Josephus, 37.600 Einwohnern. Historische Quellen unter anderem von Flavius Josephus, Plinius dem Älteren, Cicero und Sueton betonen die Bedeutung dieser Stadt in frührömischer Zeit aufgrund der ausgezeichneten gesalzenen Fische und des Marktes.
Das neutestamentliche Magdala ist bekannt als die Heimat von Maria Magdalena (Maria von Magdala), einer frühen Anhängerin Jesu. Magdala wird in der Bibel elf Mal – und da ausschließlich in den vier Evangelien – im Zusammenhang mit Maria Magdalena erwähnt. Außerdem wird im Evangelium nach Matthäus berichtet, dass Jesus nach dem Wunder der Speisung der 4000 ins Boot stieg und in die Gegend von Magadan fuhr (Mt 15,39 ). Dieser Ort wird im Markus-Evangelium als Dalmanutha (Mk 8,10 ) bezeichnet und in einigen älteren Bibelübersetzungen (unter anderem der Lutherbibel von 1953 und in der Jörg-Zink-Bibel) mit Magdala gleichgesetzt. Für diese Ansicht spricht, dass der Laut n (Buchstabe ‹נ›) in hebräischen Wörtern im Aramäischen oft durch ein l (Buchstabe ‹ל›) ersetzt wird. Es ist also möglich, dass aus Magadan Magdala wurde.
Es ist anzunehmen, dass Jesus selbst in Magdala gewesen ist und in der dortigen Synagoge lehrte (Mt 4,23 ). Damit bekommt der archäologische Park mit Ruinen aus dem 1. Jahrhundert eine besondere geschichtliche Bedeutung sowohl aus jüdischer als auch aus christlicher Sicht.
Josephus zufolge kämpften die Einwohner des Ortes gegen Herodes und die Römer. Schutz fanden sie vor den Verfolgern in den zahllosen Höhlen des Wadi al-Hamam, einem canyonartigen Tal westlich von Migdal. Im Rahmen dieser Auseinandersetzungen wurde der Ort im Jahre 67 n. Chr. zerstört.
Laut historischer Quellen hat im 4. Jahrhundert Helena (Mutter Konstantins des Großen) Ruinen des alten Magdala aufgesucht und eine Basilika über dem Ort errichten lassen, wo damals das Haus von Maria Magdalena vermutet wurde.
Kreuzfahrer errichteten im 12. Jahrhundert eine Kirche, die später gänzlich verfiel.
Bis 1948 befand sich am Ufer des Sees Genezareth das arabische Fischerdorf al-Medschdel (arabisch المجدل, DMG al-Maǧdal). Im Bürgerkrieg im Mandatsgebiet nahm die Hagana das Dorf am 22. April 1948 ein, außer den Schreinen wurden die Gebäude dem Erdboden gleichgemacht.
Die heutige landwirtschaftliche Siedlung Migdal geht auf das Jahr 1910 zurück und hatte am 31. Dezember 2016 1880 Einwohner.

## Ausgrabungen

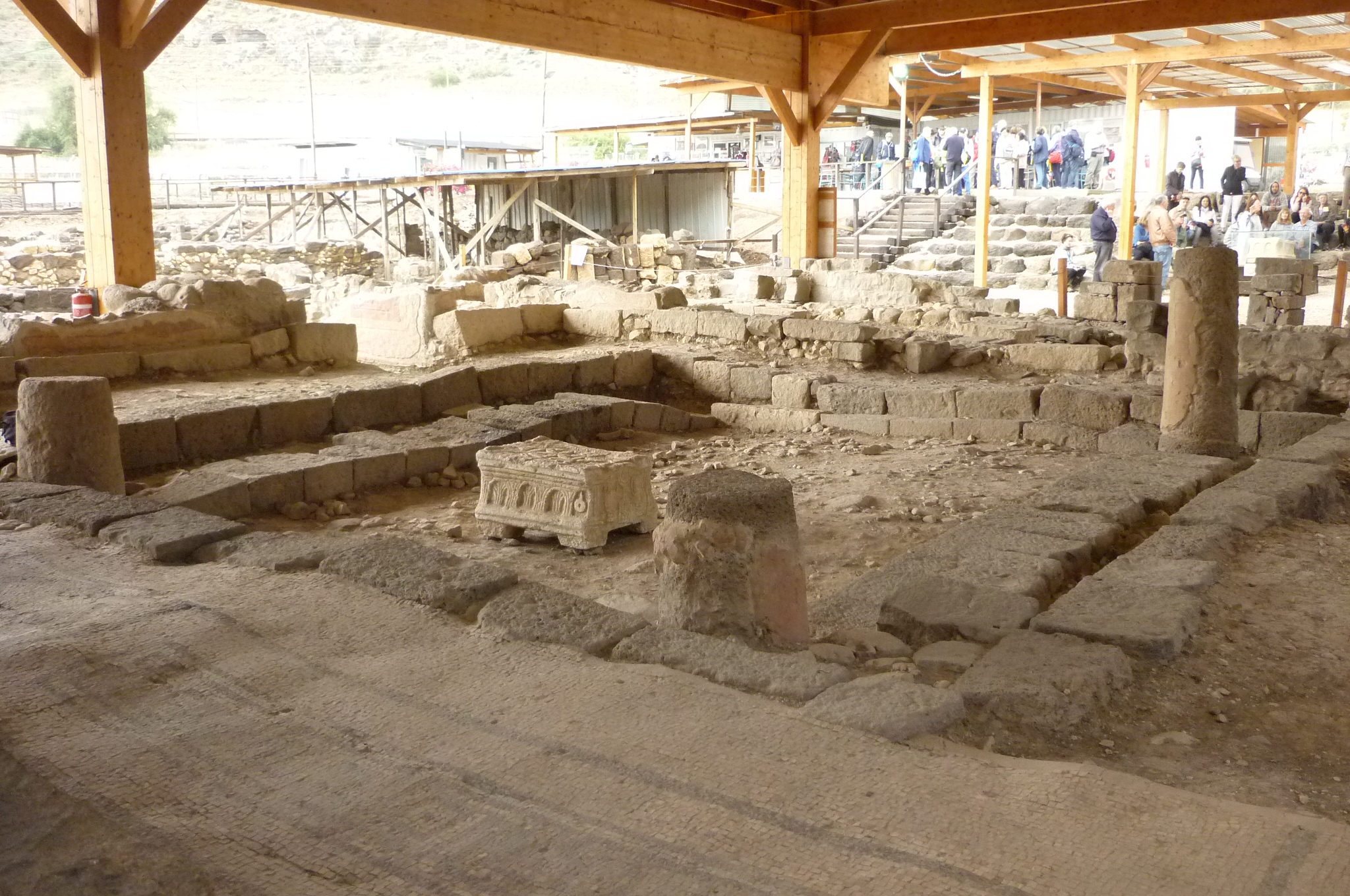
Synagoge von Magdala, Leseraum

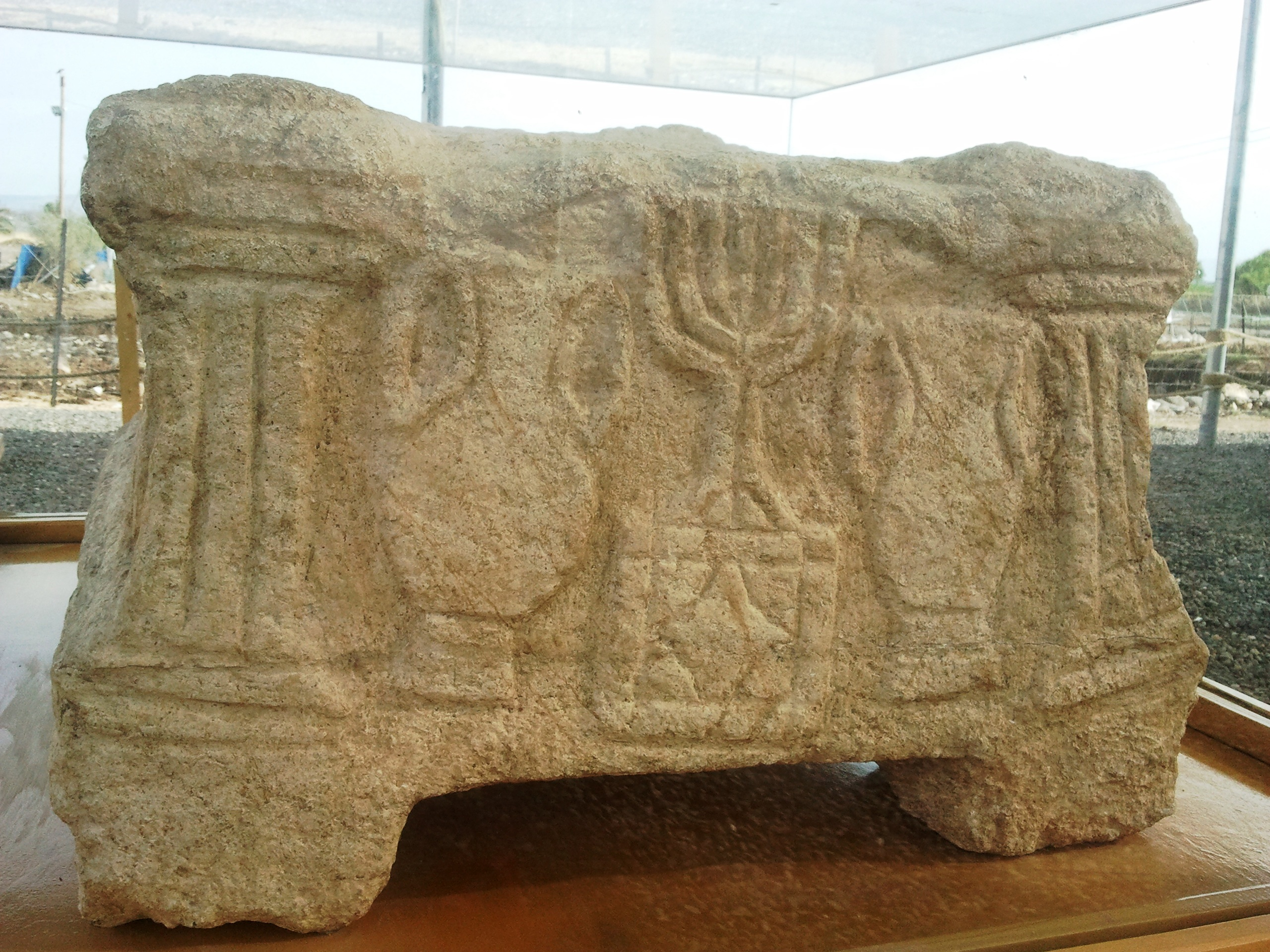
Magdala-Stein mit Darstellung der Menora an der Frontseite

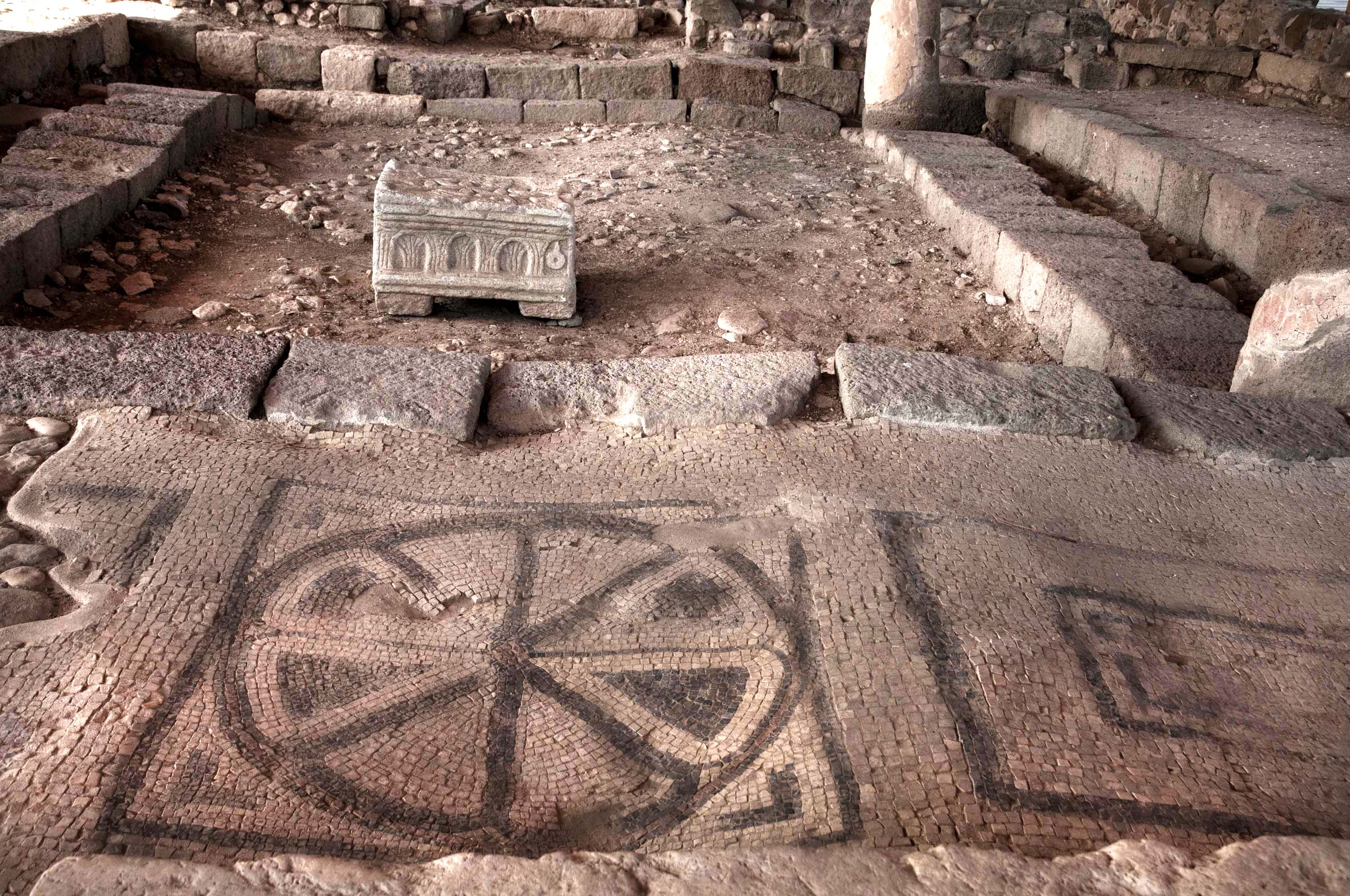
Rosette im Korridor der Synagoge von Magdala

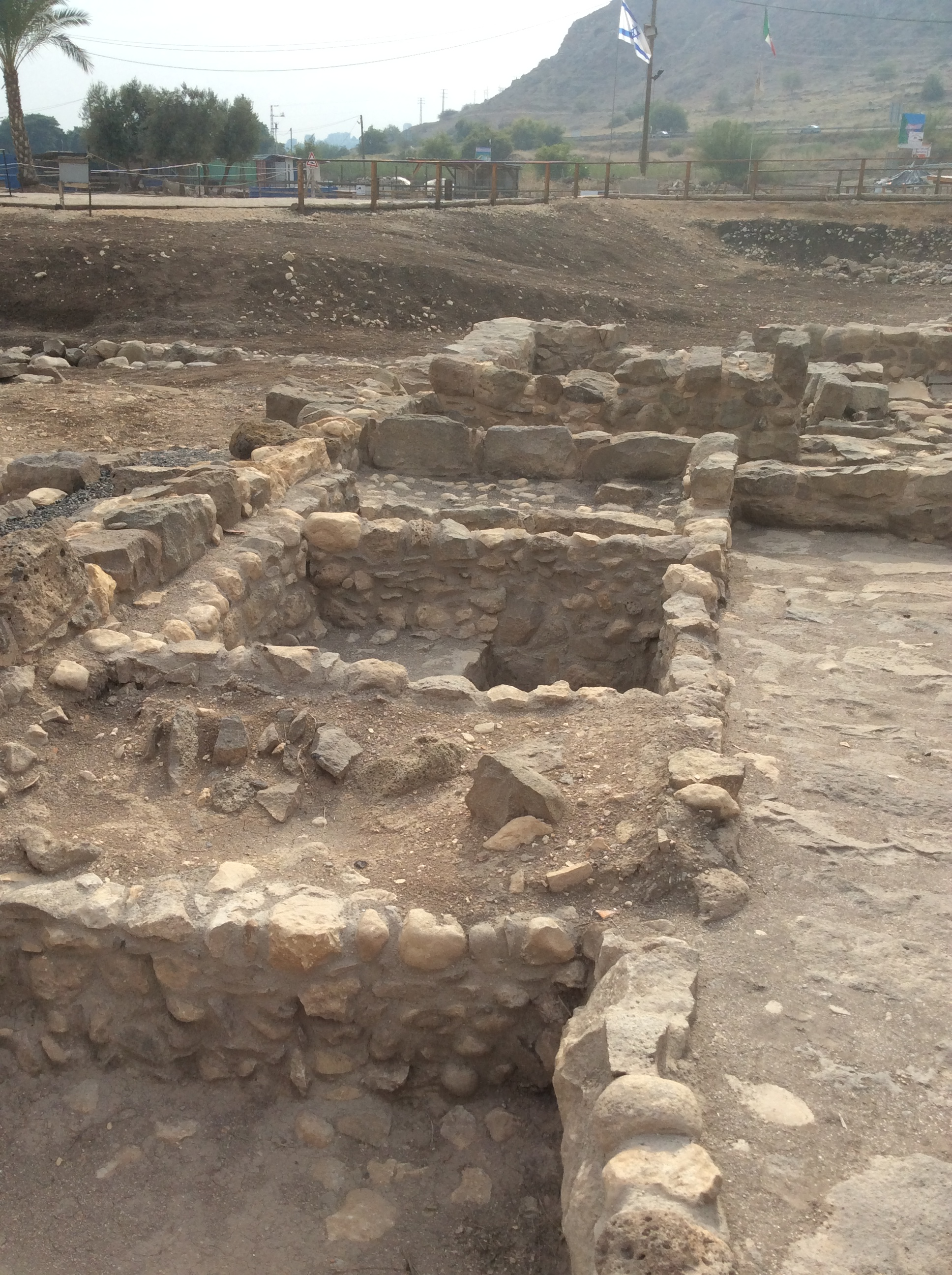
Fischbecken im Marktbereich

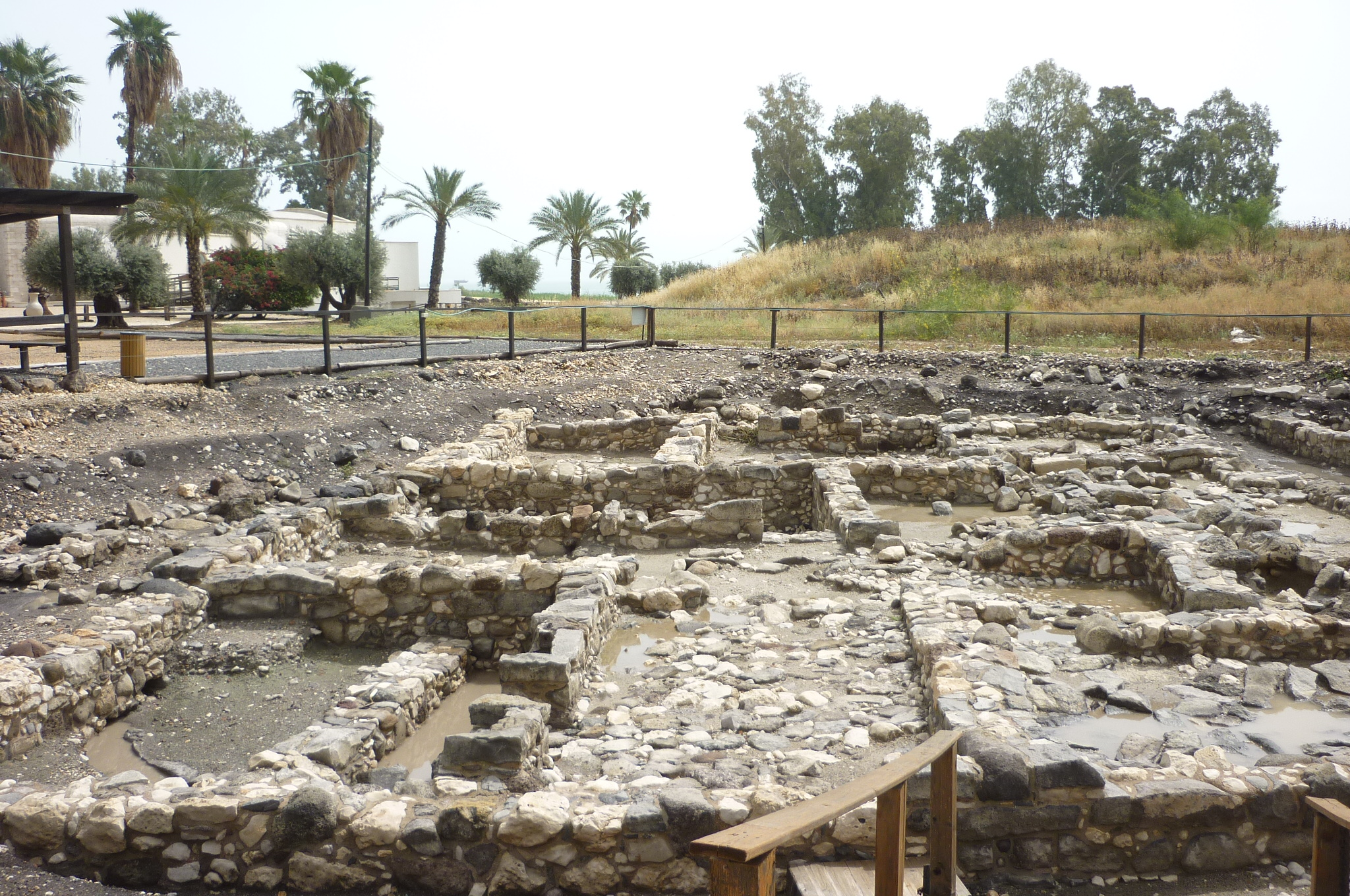
Fischerhaus von Magdala

In den 1970er-Jahren und von 2007 bis 2009 wurden auf dem Gelände der Franziskaner (OFM) Ausgrabungen durchgeführt. Bei Notgrabungen vor dem Bau eines Hotels auf dem benachbarten Grundstück der Legionäre Christi wurden im August 2009 Überreste einer circa 120 m² großen antiken Synagoge mit Mosaikfußboden, umlaufenden Steinbänken und freskengeschmückten Wänden gefunden.
Am 28. Mai 2014 wurde der touristisch zugängliche archäologische Park von Magdala eröffnet. Er umfasst außer dem bedeutendsten Fund, der Synagoge aus dem 1. Jahrhundert, den Marktbereich, Privathausanlagen, das Fischerhaus, den rituellen Bezirk mit dem Haus des Würfels und ein Lagerhaus am Kai. Das Besondere der hier gefundenen Siedlungsreste ist, dass die Schicht Stratum 3 aus der frühen römischen Periode, also dem 1. Jahrhundert v. Chr. und 1. Jahrhundert n. Chr. dominiert, da dieser Ort nach seiner Zerstörung im Jahr 67 n. Chr. kaum noch besiedelt und überbaut wurde (nur wenig Reste im Stratum 1 aus der byzantinischen Periode und im Stratum 2 aus der späten römischen Periode). Es wurden 2.500 Münzen sowohl aus dem 1. als auch aus dem 2. Jahrhundert gefunden. Letztere zeigen, dass Magdala wohl doch nicht komplett zerstört wurde – entgegen dem Bericht von Flavius Josephus.

### Synagogen
Im Jahre 2009 wurde unter einer 30 cm tiefen Erdschicht die Ruine einer Synagoge aus dem 1. Jahrhundert gefunden, die wahrscheinlich auch zur Zeit Jesu genutzt wurde und in der er gelehrt haben könnte. Nach Ansicht der Grabungsleiterin Dina Avschalom-Gorni handelt es sich um die älteste bekannte Synagoge aus der Zeit des Zweiten Tempels. Die Synagoge ist eine der sieben Synagogen des 1. Jahrhunderts, die bisher (2018) in Israel gefunden wurden. Das frühe Alter wird unter anderem belegt durch gefundene Keramikfragmente und dadurch, dass in der Synagoge eine Münze gefunden wurde, die im Jahr 29 in Tiberias geprägt worden war. Wichtigster Fund in der Synagoge ist ein Steinblock, der auf vier Seiten und der Oberfläche mit Reliefs verziert ist und auf der Frontseite eine Menora zeigt. Die Darstellung der Menora hält Dina Avschalom-Gorni für die älteste erhaltene. Die beiden Längsseiten sowie die Rückseite zeigen drei bzw. zwei Bögen getragen von vier bzw. drei Säulen. Das Rosettenmuster auf der oberen Seite besteht aus zwölf Blättern und bildet die Grundlage für das Logo des archäologischen Parks von Magdala. Das Rosettenmuster wurde auch in Mosaiken im rituellen Bezirk gefunden. Es wird vermutet, dass der Stein als Lesetisch für Torarollen gedient hat. Die Synagoge besteht aus zwei großen Räumen (Vorraum an der Westseite und Leseraum an der Ostseite) und einem kleineren Raum (an der Südwestecke). Der Leseraum ist von einem erhöhten Korridor umgeben, dessen Boden mit Ornamenten, darunter einer Rosette mit acht Blättern, verziert ist. Die Wände und Säulen zeigen farbige Fresken (dunkelrot, gelb, blau, schwarz und weiß).
Im Jahre 2021 wurden Strukturen einer zweiten Synagoge weniger als 200 Meter entfernt von der ersten, 2009 ausgegrabenen Synagoge bei Ausbau der Nationalstraße Kvisch  entdeckt und unter Leitung des Zinman-Instituts für Archäologie der Universität Haifa ausgegraben. Diese zweite Synagoge von Migdal wird ebenfalls auf die zweite Tempelperiode datiert. Im Unterschied zur 2009 ausgegrabenen Synagoge, die sich in einem Gewerbegebiet am Seeufer befand, wird die 2021 ausgegrabene Synagoge in einem antiken Wohngebiet lokalisiert. Die Synagoge hatte die Form eines Quadrats und wurde aus Basalt und Kalkstein gebaut. Sie bestand aus einer Haupthalle und zwei weiteren Räumen. Ein kleiner Raum am südlichen Ende der Haupthalle hatte ein Regal, das möglicherweise zur Aufbewahrung von Torarollen diente. Bei den Ausgrabungen wurden Kerzenhalter aus Keramik, geformte Glasschalen, sowie Utensilien für Reinigungsrituale gefunden.

### Markt
Eine gepflasterte Straße in Nord-Süd-Richtung schließt südlich an die Synagoge an. Östlich dieser Straße sind Reste von kleinen Geschäften erkennbar. Hier wurden Reste von Tongeschirr, von Webgut und Lebensmitteln gefunden. Einige dieser Geschäfte sind mit kleinen Becken ausgestattet, die der Verarbeitung und dem Handel mit Fischen gedient haben mögen.

### Wohn- und Wirtschaftsgebäude
Südlich des Marktes schließt sich ein Bezirk mit Wohn- und Wirtschaftsgebäuden an, wobei der östliche Teil vorwiegend der Lebensmittelproduktion (zum Beispiel Mahlen von Getreide, Trocknen und Salzen von Fleisch und Fisch) und der westliche Teil der Lagerhaltung, zum Beispiel für Getreide, diente – wie chemische Analysen bestätigten. Der Wohnbereich ist in Gitterform angelegt mit geradlinigen und sich kreuzenden Straßen. Reste von Treppen aus Basalt deuten an, dass die Gebäude zwei Etagen hatten. Östlich dieses Bezirkes wurde ein Arbeitsbereich gefunden, der als Fischerhaus bezeichnet wird. Es handelt sich um ein Gebäude mit verschiedenen Räumen und einem gepflasterten Innenhof, in dem Fischereiobjekte wie Haken, Gewichte und Fischernetze gefunden wurden.

### Ritueller Bezirk
Ebenfalls südlich des Marktes schließt ein ritueller Bezirk an mit drei (oder vier?) Miqwaʾot (Plural von Miqwe) für die Reinigung nach jüdischem Ritus, die aus dem Grundwasser gespeist werden. Der Bezirk besteht aus kleinen Straßen und Räumen, teils mit Mosaikböden. Solche Mosaike wurden gefunden im sogenannten „Haus des Würfels“. Der Mosaikboden ist mehrfarbig (rot, schwarz und weiß) und zeigt das Rosettenmuster, das auch in der Synagoge gefunden wurde, in einem Rhombus. Dieser Fund sowie das höherwertige Baumaterial (behauene Steine aus Basalt) weisen auf einen höheren ökonomischen Status des Besitzers hin.

### Lagerhaus und Kai
Im östlichen Teil des archäologischen Parks in der Nähe des Sees Genezareth wurden Reste eines großen Lagerhauses, das in Hallen aufgeteilt war, und eines steinernen Kais gefunden.

## Magdala-Zentrum

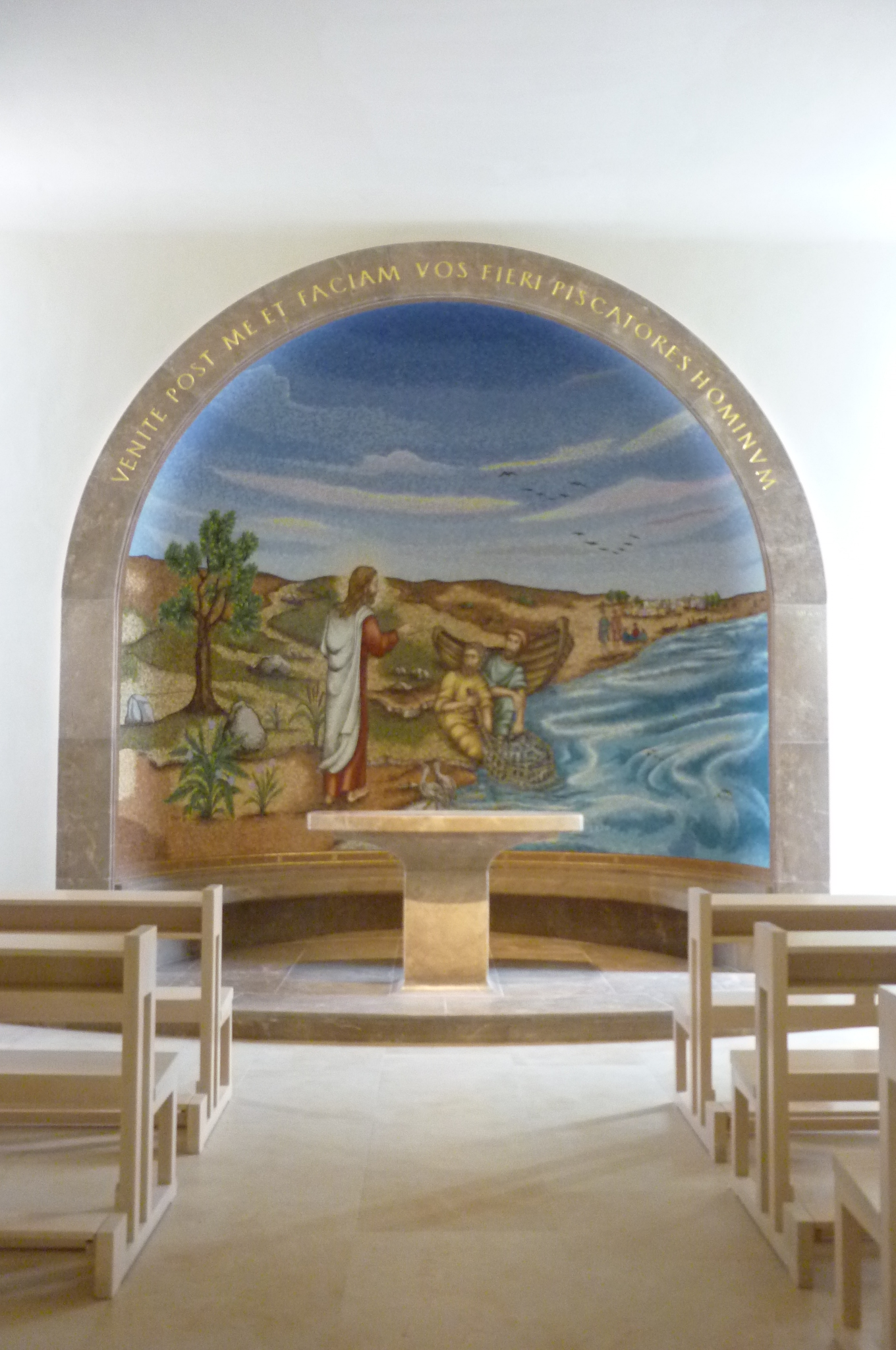
Mosaik-Kapelle der Berufung der Jünger Simon Petrus und Andreas durch Jesus

Die Legionäre Christi betreiben seit 2004 das Magdala Center, dessen Grundstein durch Papst Benedikt XVI. gesegnet wurde, und engagieren sich bei den Ausgrabungsarbeiten. Dieses Zentrum besteht aus dem Spiritualitätszentrum sowie (teils noch im Bau bzw. in Planung) einem Gästehaus, Restaurant, Besucherzentrum, Magdalena-Institut und einem Freiluft-Spiritualitätszentrum als Amphitheater am Seeufer (für bis zu 1000 Personen).
Das Spiritualitätszentrum Duc In Altum (Namensgebung nach Lk 5,4 ) umfasst das Frauenatrium, die Boot-Kapelle (für etwa 300 Personen), vier Mosaik-Kapellen (für jeweils 50 Personen) und eine Begegnungskapelle (für 120 Personen). Im Frauenatrium repräsentieren sieben Säulen verschiedene Frauen aus dem Neuen Testament, die Jesus gefolgt sind. Eine achte Säule würdigt alle Frauen, die den christlichen Glauben gelebt haben. In der Boot-Kapelle erinnern der Altar in Boot-Form und der Blick hinaus auf den See Genezareth an die Predigt Jesu vom Boot aus. Die Mosaike in den Mosaik-Kapellen stellen verschiedene biblische Szenen aus der Umgebung des Sees Genezareth dar: Maria Magdalena (Lk 8,2 ), Gehen Jesu auf dem Wasser (Mt 14,29-31 ), die Heilung der Tochter des Jaïrus (Mk 5,41 ) und die Berufung der Jünger Simon Petrus und Andreas (Mt 4,19 ).

## Vereine des Ortes
- HaAguda leMa’an haJeled haNizkak beJisra’el (Vereinigung für das Bedürftige Kind in Israel), eine deutsch-israelische Wohlfahrtsorganisation.